# ŽKK Medveščak Zagreb
ŽKK Medveščak je hrvatski ženski košarkaški klub iz Zagreba. Sjedište je na adresi Zg Velesajam, Paviljon 25, A.Dubrovnik 15, Zagreb.

## Poznate igračice
- Iva Ciglar
- Mirna Mazić
- Sandra Mandir
- Jasenka Marohnić
- Dea Klein-Šumanovac

Anja Majstorović

## Domaći uspjesi
- Prvenstvo Hrvatske (A-1 liga)[1]
prvakinje: 2014., 2015., 2016., 2017., 2018.219
doprvakinje:
prvakinje ligaškog dijela:
doprvakinje ligaškog dijela:

- Kup Hrvatske (Kup Ružice Meglaj-Rimac):[1]
osvajačice Kupa Hrvatske: 2015., 2016., 2017., 2018.2019
finalistice Kupa Hrvatske: 2009.

## Poveznice
- službene stranice